# هاينس إغناطيوس
هاينس إغناطيوس (بالفنلندية: Hannes Ignatius)‏ هو عسكري فنلندي، ولد في 8 أكتوبر 1871، وتوفي في 3 مارس 1941.